# Литвин Лука Семенович
Лука́ Семе́нович Литви́н — депутат Державної думи Російської імперії 1-го скликання.

## З життєпису
Селянин Черкаського повіту Київської губернії. Закінчив церковно-парафіяльну школу, працював розпорядником в сільському банку, займався землеробством. Належав до Української народної партії.
З жовтня 1905-го перебував під наглядом поліції.
В квітні 1906 року обраний до Державної думи I скликання від загального складу виборців Київського губернського виборчого зібрання. Входив до складу Конституційно-демократичної фракції та Української громади. Підписав законопроєкт «Про громадянську рівність», виступив в Думі по аграрному питанню.
1917 року увійшов до складу Черкаської повітової народної управи.
Подальша доля невідома.